# 佐々木史帆
佐々木 史帆（ささき しほ、1992年2月26日 - ）は、日本の女優。藤賀事務所、フロム・ファーストプロダクション（LADY BIRD）を経て2024年11月〜2025年6月フリーランス。2025年7月よりグローアップ所属。
青森県青森市出身。日本大学芸術学部文芸学科卒業。2024年2月29日、竹森千人（フラミンゴ）と結婚。

## 出演

### テレビドラマ
- フィッシャーマンズ・ブルース（2014年12月、テレビ朝日）
- スミカスミレ 45歳若返った女（2016年2月5日 - 3月25日、テレビ朝日）
- 奪い愛、冬 第1話 - 第3話（2017年1月20日 - 2月3日、テレビ朝日）
- 女囚セブン（2017年4月21日 - 6月9日、テレビ朝日） - 伊藤 役
- トットちゃん! 第41話（2017年11月27日、テレビ朝日） - ストリッパー 役
- anone 第1話（2018年1月10日、日本テレビ）
- バカボンのパパよりバカなパパ 第1回（2018年6月30日、NHK総合）
- 高嶺の花 第2話・第4話（2018年7月18日・8月1日、日本テレビ） - ホステス 役
- 獣になれない私たち 第8話 - 最終話（2018年11月28日 - 12月12日、日本テレビ） - 女性広報 役
- わたし、定時で帰ります。（2019年4月16日 - 6月25日、TBS） - 則本真希 役[5]
- 時効警察・復活スペシャル（2019年9月29日、テレビ朝日） - NPO職員 役
- 来世ではちゃんとします 第4話（2020年1月30日、テレビ東京） - B子 役[6]
- レンタルなんもしない人 第1話・第11話（2020年4月9日・9月24日、テレビ東京） - 喫茶店店員、くるみ 役
- ハケンの品格 第5話（2020年7月15日、日本テレビ） - 磯田明美 役
- MIU404 第4話（2020年7月17日、TBS） - 林優子 役
- ディア・ペイシェント～絆のカルテ～ 第1回（2020年7月17日、NHK総合） - 患者 役
- JOKE〜2022パニック配信!（2020年8月10日、NHK総合） - マイルス 役（声の出演）
- 姉ちゃんの恋人 第8話（2020年12月15日、カンテレ・フジテレビ系）
- 結婚できないにはワケがある。（2021年4月19日 - 6月20日、ABCテレビ） - 鮫島透子 役
- ドクターY〜外科医・加地秀樹〜（2021年10月7日、テレビ朝日） - 大村詩織 役
- 恋です!〜ヤンキー君と白杖ガール〜 第4話・第5話（2020年10月27日・11月3日、日本テレビ） - 藍沢 役
- 前科者 -新米保護司・阿川佳代- 第1話（2021年11月20日、WOWOW） - シホ 役
- ギヴン 第3話（2021年12月7日、フジテレビ）
- 17才の帝国 第1話（2022年5月7日、NHK総合） - 平の秘書 役
- 悪女（わる）〜働くのがカッコ悪いなんて誰が言った?〜 第9話・最終話（2022年6月8日・15日、日本テレビ） - 一条菜々 役
- しろめし修行僧 第10話（2022年6月11日、テレビ東京） - キム秘書 役
- ブラッシュアップライフ 第1話・第3話（2023年1月8日・22日、日本テレビ） - 緑山春菜 役[4]
- ワタシってサバサバしてるから（2023年1月9日 - 2月9日、NHK総合） - 藤川亜紀 役[7]
  - ワタシってサバサバしてるから シーズン2 第6回・第7回（2025年2月12日、NHK BSプレミアム4K / 2025年5月13日・14日、NHK総合）[8]
- それってパクリじゃないですか? 第1話・最終話（2023年4月12日・6月14日、日本テレビ） - 青木香苗 役
- 帰ってきたぞよ!コタローは1人暮らし 第4話（2023年5月6日、テレビ朝日） - 井野口 役
- シガテラ 第8話・最終話（2023年5月27日・6月24日、テレビ東京） - 秋 役
- ノンレムの窓 2023・夏「推してもいいデスか?」（2023年7月8日、日本テレビ） - 高森真美 役
- 連続テレビ小説（NHK）
  - らんまん 第103回 - 第105回・第107回（2023年8月23日 - 25日・29日） - くに江 役
  - 虎に翼 第6回 - 第10回（2024年4月8日 - 12日） - 大木 役
- 24時間テレビ ドラマスペシャル 虹色のチョーク 知的障がい者と歩んだ町工場のキセキ（2023年8月26日、日本テレビ） - 田代奈央 役
- トクメイ!警視庁特別会計係 第3話（2023年10月30日、カンテレ・フジテレビ系） - 理恵 役
- 松本清張 ドラマスペシャル 第二夜 ガラスの城（2024年1月4日、テレビ朝日） - 池田萌絵 役
- 大河ドラマ 光る君へ 第3回 - 第13回（2024年1月21日 - 3月31日、NHK） - しをり 役[9][10]
- ACMA:GAME アクマゲーム 第2話（2024年4月14日、日本テレビ） - 研究員 役[11]
- 9ボーダー 第2話（2024年4月26日、TBS） - 武藤希美 役
- 過保護な若旦那様の甘やかし婚（2024年5月24日 - 6月28日、MBS） - 竹下美奈 役[12]
- イップス 第8話（2024年5月31日、フジテレビ） - 島谷 役[13]
- 花咲舞が黙ってない 最終話（2024年6月15日、日本テレビ） - 木村恵理香 役[14]
- 毒恋〜毒もすぎれば恋となる〜 第3話（2024年10月1日、TBS） - 上山涼子 役
- 法廷のドラゴン 第6話（2025年2月21日、テレビ東京） - 宇津木椎子 役[15]
- 水平線のうた（2025年3月1日・8日、NHK総合・NHK BSプレミアム4K） - 月野 役
- 藤子・F・不二雄 SF短編ドラマ シーズン3「宇宙（そら）からのオトシダマ」（2025年3月26日、NHK BSプレミアム4K）[16]
- ドッペルマリッジ ｰ夫には妻が2人います-（2025年5月8日 - 、読売テレビ） - 探偵・澤井 役[17]
- 続・続・最後から二番目の恋 第7話・第8話（2025年5月26日・6月2日、フジテレビ）
- 特捜9 final season 第8話（2025年5月28日、テレビ朝日） - 一色成美 役[18]
- イグナイト -法の無法者- 第7話（2025年5月30日、TBS） - 高校教師 役[19]

### 配信ドラマ
- 全裸監督 第2話（2019年8月8日、Netflix）
- 緊急事態宣言 第4話「ボトルメール」（2020年8月28日、Amazon Prime Video） - 隣人 役
- ギヴン 第3話（2021年7月31日、FOD）
- パンドラの果実〜科学犯罪捜査ファイル〜 Season3 第2話（2024年6月23日、Hulu） - 大和千鶴 役[20]

### 映画
- ガールズ・ステップ（2015年9月12日、東映）
- ピンクとグレー（2016年1月9日、アスミック・エース）
- リベンジgirl（2017年12月23日、ソニー・ピクチャーズエンタテインメント）
- 億男（2018年10月19日、東宝）
- ビブリア古書堂の事件手帖（2018年11月1日、20世紀フォックス映画 / KADOKAWA）
- 21世紀の女の子「恋愛乾燥剤」（2019年2月8日、ABCライツビジネス）
- 閉鎖病棟-それぞれの朝-（2019年11月1日、東映） - 入院患者 役
- ドクター・デスの遺産-BLACK FILE-（2020年11月13日、ワーナー・ブラザース映画） - 似顔絵捜査官 役
- いとみち（2021年6月18日青森先行上映 / 6月25日全国公開、アークエンタテインメント） - 赤平 役（方言指導も担当）
- 老後の資金がありません!（2021年10月30日、東映） - 引越し業者 役
- 大怪獣のあとしまつ（2022年2月4日、松竹 / 東映） - 記者 役
- 42-50 火光（2022年10月7日、スタンダードフィルム） - 鶯谷のゴッドハンド 役
- 炎上シンデレラ（2022年11月4日、キャンター） - 坂田真由美 役[21]
- 零落（2023年3月17日、日活 / ハピネットファントム・スタジオ） - まりめっこ 役[22]
- 東京組曲2020（2023年5月13日、オムロ） - 本人役[23]
- 私たちの声「私の一週間」（2023年9月1日、ショウゲート） - 主人公の同僚 役
- MIRRORLIAR FILMS Season5「たてこもり」（2024年5月31日、アップリンク） - 三津子 役[24]
- じょっぱり 看護の人 花田ミキ（2024年7月2日、ポルトレ） - ヨシエ 役[25]
- チャチャ（2024年10月11日、メ～テレ / カルチュア・パブリッシャーズ） - マミ 役[26][27]
- ありきたりな言葉じゃなくて（2024年12月20日、ラビットハウス） - 美緒 役[28][29]
- 海辺へ行く道（2025年8月29日公開予定、東京テアトル / ヨアケ）
- ブルーボーイ事件（2025年秋公開予定、日活 / KDDI） - 伊藤美佐子 役

### ラジオ
- 坂本サトル ミリオンレディオ（2015年 - 2016年、FM青森） - アシスタント
- ELM presents ELMAGA＋（2016年 - 2017年、FM青森） - パーソナリティ

### ラジオドラマ
- FMシアター（NHK-FM）
  - 『彼女たちの夜明け』（2025年7月26日、脚本：山田由梨、考証：中村香住・若林佑真）[30][31] - 主演・大澤千紘 役[32]

### CM
- セブン-イレブン「夜セブン・パスタ篇」（2018年）
- キッコーマン「うちのごはん」（2020年）
- ジーニー「はじめての営業管理ツールならジーニー篇」（2022年）
- AIさくらさん「電話対応編」「メンタルヘルス編」「アバター接客編」「カスハラ対策編」（2024年）
- 日本マクドナルド ひるまック「挽回」篇（2024年）

### MV
- ドミコ「なんて日々だっけ?」（2023年4月14日）
- back number「怪獣のサイズ」（2023年8月4日）

## 受賞歴
2025年
- 第49回エランドール賞 アクターズセミナー優秀賞